# Deutsche Baseball Liga 2025
Die deutsche Deutsche Baseball Liga 2025 (DBL) ist die erste Saison der Deutsche Baseball Liga und die 42. Spielzeit der obersten deutschen Baseballliga. Die reguläre Spielzeit begann am 4. April 2025. Titelverteidiger sind die Bonn Capitals. Im Norden stiegen die Dohren Wild Farmes freiwillig ab, weshalb die Hünstetten Storm trotz des sportlichen Abstiegs in der 1. Bundesliga Süd nun in der Nordstaffel der DBL weiter erstklassig spielen. Im Süden stiegen die Gauting Indians auf. Somit spielt die Liga weiterhin mit 11 Teams.
Die reguläre Saison wird als Rundenturnier mit zwei Hinrunden und einer Rückrunde mit zwei Spielen pro Spieltag ausgetragen. Somit haben die Teams im Norden 24 Saisonspiele, die im Süden 30. Einzelspiele gehen über neun Innings, Doubleheader je über sieben.
Die beiden besten Mannschaften jeder Staffel qualifizieren sich für die Play-offs. Diese werden als Best-of-Five-Serien gespielt, wobei im Halbfinale der erste jeder Staffel gegen der zweiten der anderen Staffel antritt.
Der Abstieg ist für die Saison 2025 ausgesetzt.

## Teilnehmer
Folgende 11 Teams nehmen, getrennt in die beiden Divisionen Nord und Süd, an der Saison 2024 teil.
| Division Nord | Division Nord          | Division Süd | Division Süd           |
| ------------- | ---------------------- | ------------ | ---------------------- |
|               | Bonn Capitals          |              | Guggenberger Legionäre |
|               | Paderborn Untouchables |              | Heidenheim Heideköpfe  |
|               | Hamburg Stealers       |              | Haar Disciples         |
|               | Cologne Cardinals      |              | Mainz Athletics        |
|               | Hünstetten Storm       |              | Stuttgart Reds         |
|               |                        |              | Gauting Indians        |

## Reguläre Saison

### 1. Bundesliga Nord
| Pl | Team | Team                   | W  | L  | Pct  | GB |
| -- | ---- | ---------------------- | -- | -- | ---- | -- |
| 1  |      | Bonn Capitals          | 20 | 4  | .833 | 0  |
| 2  |      | Hamburg Stealers       | 16 | 8  | .667 | 4  |
| 3  |      | Paderborn Untouchables | 12 | 12 | .500 | 8  |
| 4  |      | Cologne Cardinals      | 10 | 14 | .417 | 10 |
| 5  |      | Hünstetten Storm       | 2  | 22 | .083 | 18 |

### 1. Bundesliga Süd
| Pl | Team | Team                   | W  | L  | Pct  | GB |
| -- | ---- | ---------------------- | -- | -- | ---- | -- |
| 1  |      | Guggenberger Legionäre | 25 | 5  | .833 | 0  |
| 2  |      | Heidenheim Heideköpfe  | 22 | 8  | .733 | 3  |
| 3  |      | Gauting Indians        | 17 | 13 | .567 | 8  |
| 4  |      | Stuttgart Reds         | 16 | 14 | .533 | 9  |
| 5  |      | Mainz Athletics        | 8  | 22 | .267 | 17 |
| 6  |      | Haar Disciples         | 2  | 28 | .067 | 23 |

## Play-offs
|  | Halbfinale | Halbfinale             | Halbfinale | Halbfinale | Halbfinale | Halbfinale | Halbfinale |  |  | Finale | Finale | Finale | Finale | Finale | Finale | Finale |
|  |            |                        |            |            |            |            |            |  |  |        |        |        |        |        |        |        |
|  | N1         | Bonn Capitals          |            |            |            |            |            |  |  |        |        |        |        |        |        |        |
|  | S2         | Heidenheim Heideköpfe  |            |            |            |            |            |  |  |        |        |        |        |        |        |        |
|  | S2         | Heidenheim Heideköpfe  |            |            |            |            |            |  |  |        |        |        |        |        |        |        |
|  |            |                        |            |            |            |            |            |  |  |        |        |        |        |        |        |        |
|  |            |                        |            |            |            |            |            |  |  |        |        |        |        |        |        |        |
|  | N2         | Hamburg Stealers       |            |            |            |            |            |  |  |        |        |        |        |        |        |        |
|  | N2         | Hamburg Stealers       |            |            |            |            |            |  |  |        |        |        |        |        |        |        |
|  | S1         | Guggenberger Legionäre |            |            |            |            |            |  |  |        |        |        |        |        |        |        |